# Показатель Хёрста
Показатель степени Хёрста, показатель Хёрста или коэффициент Хёрста — мера, используемая в анализе временных рядов. Эта величина уменьшается, когда задержка между двумя одинаковыми парами значений во временном ряду увеличивается. Впервые это понятие использовалось в гидрологии в практических целях для определения размеров плотины на реке Нил в условиях непредсказуемых дождей и засух, наблюдаемых в течение длительного времени.

Название «Экспонента Херста» или «Коэффициент Херста» дано в честь Гарольда Эдвина Хёрста (1880—1978) — ведущего исследователя того времени в этой области. Стандартное обозначение H также дано в честь него.

## Определение
Показатель Херста, H, определяется в терминах асимптотического поведения масштабированного диапазона как функции отрезка времени временного ряда следующим образом:
{\displaystyle \operatorname {E} \left[{\frac {R(n)}{S(n)}}\right]=Cn^{H},n\to \infty \,,}
где
- {\displaystyle R(n)} — размах накопленных отклонений первых {\displaystyle n} значений от среднего значения ряда,
- {\displaystyle S(n)} — стандартное отклонение
- {\displaystyle \operatorname {E} \left[x\right]} — математическое ожидание
- {\displaystyle n} — величина промежутка времени (количество точек в отрезке временного ряда)
- {\displaystyle C} — константа

## Свойства
Для того, чтобы точнее определить показатель, временной ряд должен быть достаточно длинным.
Последовательности, для которых {\displaystyle H>0{,}5}, считаются персистентными — они сохраняют имеющуюся тенденцию, то есть возрастание в прошлом более вероятно приводит к возрастанию в дальнейшем, и наоборот. При значении 0,5 явной тенденции не выражено, а при меньших значениях процесс характеризуется антиперсистентностью — любая тенденция стремится смениться противоположной.
Значения показателя Хёрста природных процессов группируются вблизи значений 0,72-0,73.
Показатель Хёрста связан с размерностью Хаусдорфа-Безиковича {\displaystyle D} следующим соотношением:
{\displaystyle D=2-H}.

## Применение
Показатель Хёрста применяется в экономике — в техническом анализе для обоснования предсказания тенденций (в приведенной выше функции исходным рядом будет являться приращение цены), в естественных науках — в анализе различных данных экспериментов — для выявления новых характеристик процесса.

## Реализация
- На Matlab: https://ideas.repec.org/s/wuu/hscode.html
- На Python: http://github.com/Mottl/hurst